# Natur-Park Südgelände

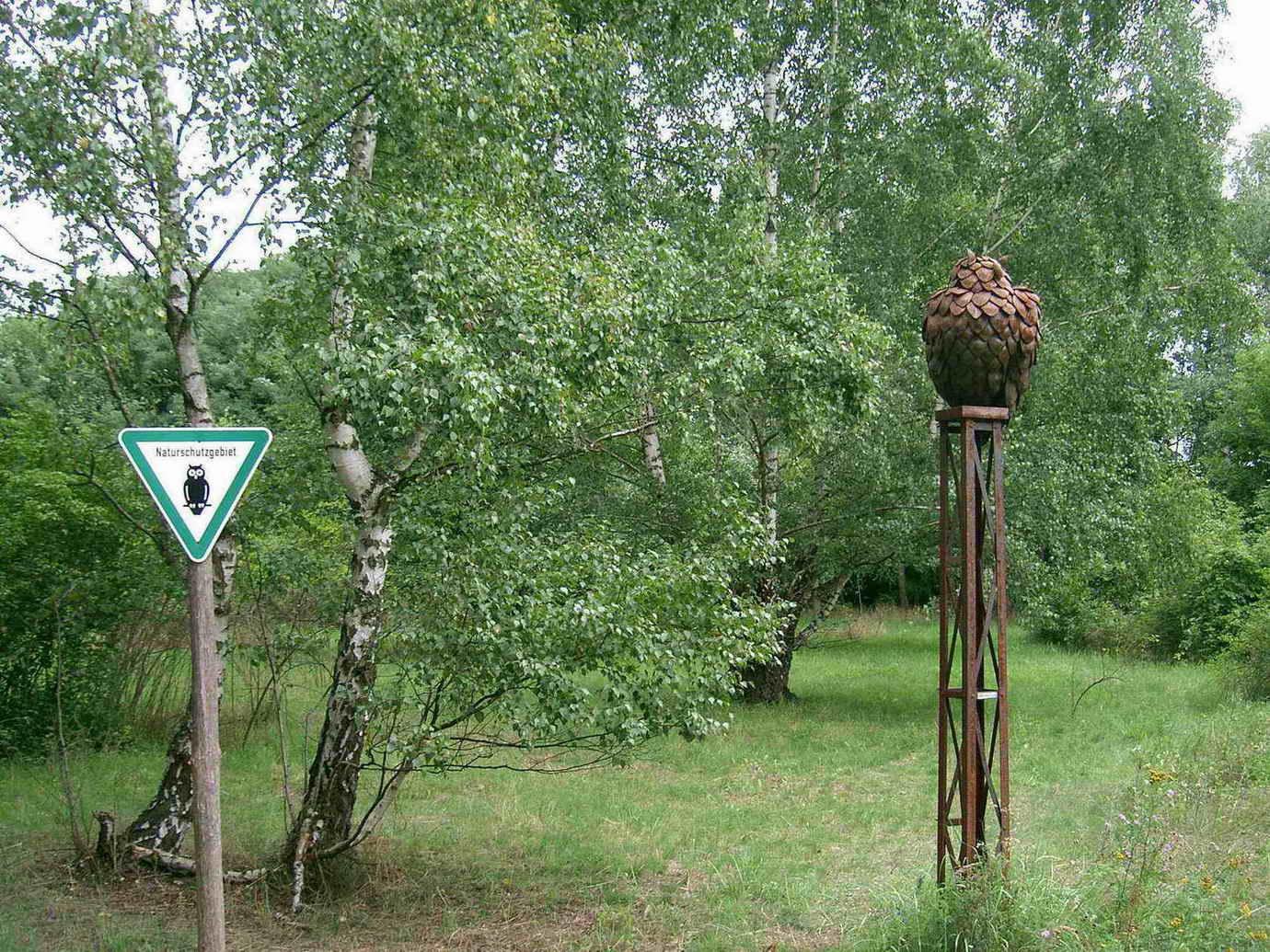
Die Mischung seltener Pflanzen und Tiere mit Kunst und verfallener Technik ist europaweit einzigartig

Der Natur-Park Schöneberger Südgelände ist ein 18 Hektar großer Park im Berliner Ortsteil Schöneberg, der sich über die frühere Trasse der Anhalter und Dresdener Bahn, den westlichen Teil des ehemaligen Rangierbahnhofs Tempelhof sowie das ehemalige Bahnbetriebswerk Tempelhof Rangierbahnhof erstreckt. Der Park liegt im Ostteil des Schöneberger Südgeländes und zeichnet sich durch die Kombination von verfallenden Eisenbahnanlagen, Naturschutz und neuen Kunstobjekten aus.
Außerhalb Berlins wurde der Park im Rahmen der Expo 2000 bekannt.

## Geschichte der Bahnflächen

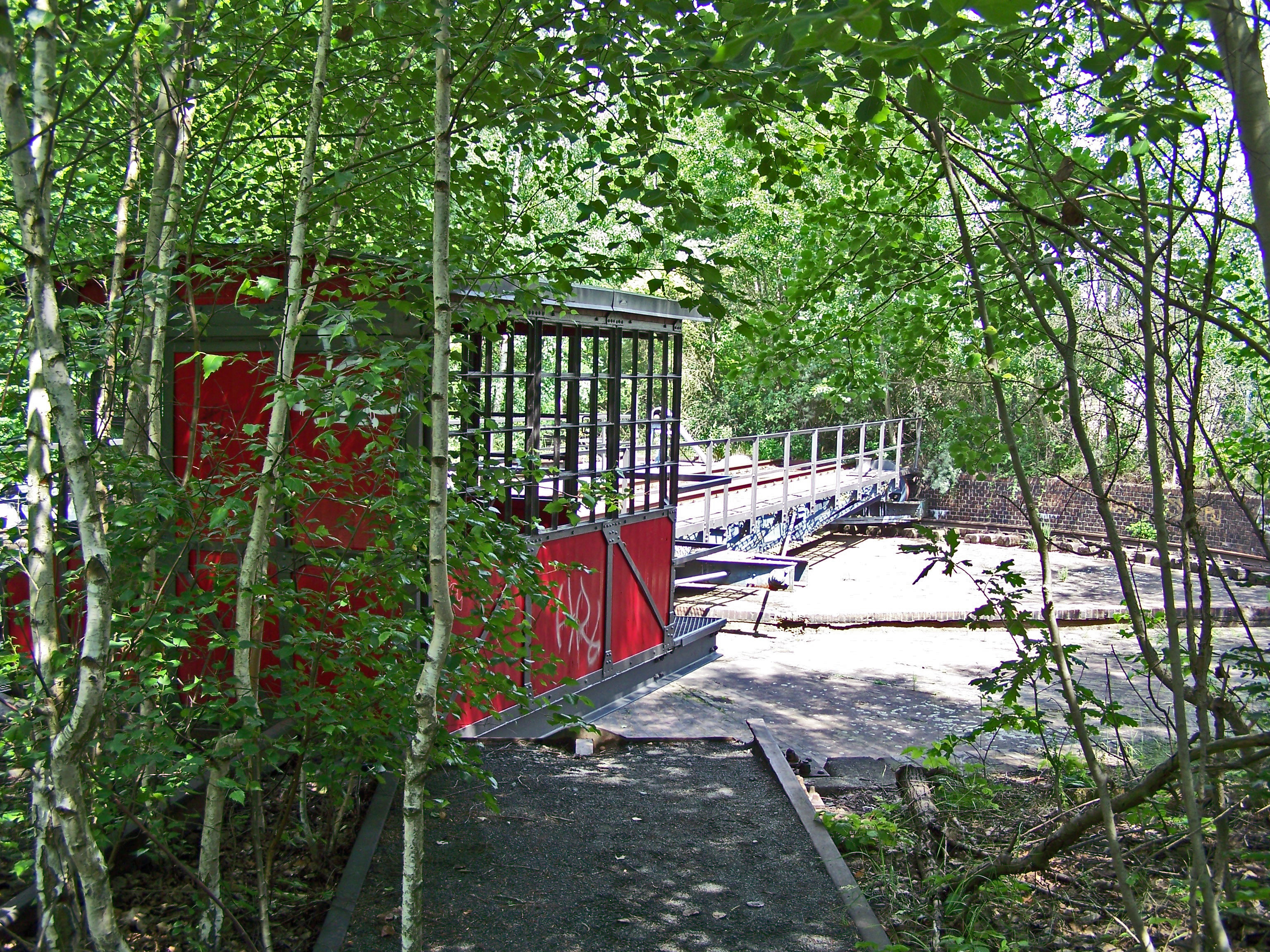
Die Drehscheibe des ehemaligen Bahnbetriebswerks

Nach der Eröffnung der Berlin-Anhaltischen Eisenbahn im Jahr 1841 und der Berlin-Dresdener Eisenbahn 1875 verliefen die Gleise beider Bahnstrecken nördlich des heutigen Prellerwegs auf einer gemeinsamen Trasse. 1889 wurde östlich davon der Rangierbahnhof Tempelhof angelegt, der bis in die 1930er Jahre mehrfach erweitert wurde. Nördlich der Bahnüberführung Prellerweg wurde außerdem 1931 das Bahnbetriebswerk Tempelhof Rangierbahnhof aufgebaut.
Am 18. Mai 1952 erfolgte die endgültige Schließung des Fernbahnhofs des Anhalter Bahnhofs, damit wurde auch der Personenverkehr über die Fernbahngleise der Anhalter und Dresdener Bahn eingestellt. Später wurde auch die Westhälfte des Rangierbahnhofs Tempelhof außer Betrieb genommen. Seit dieser Zeit wurden die nicht mehr genutzten Gleise und der Rangierbahnhof allmählich von der Natur zurückerobert. Die Osthälfte des Rangierbahnhofs wurde jedoch für einen eingeschränkten Rangierbetrieb weiter genutzt, während das Bahnbetriebswerk zum Sitz der Brückenmeisterei West der Deutschen Reichsbahn umfunktioniert wurde.
Ende der 1970er Jahre kamen Überlegungen auf, auf dem Gelände einen neuen Südgüterbahnhof  zu errichten, der alle Güterbahnhöfe im Süden Berlins ersetzen sollte. Hierzu wurden entsprechende Vereinbarungen zwischen dem West-Berliner Senat und der Reichsbahn  getroffen, letztlich jedoch nicht umgesetzt. Als 1980 mit den Rodungen des teilweise überwachsenen Gebietes begonnen werden sollte, konnten Bürgerinitiativen den Nachweis des ökologischen Wertes des Geländes erbringen und die Rodung verhindern. 1989 wurden die Planungen für den Südgüterbahnhof endgültig aufgegeben.

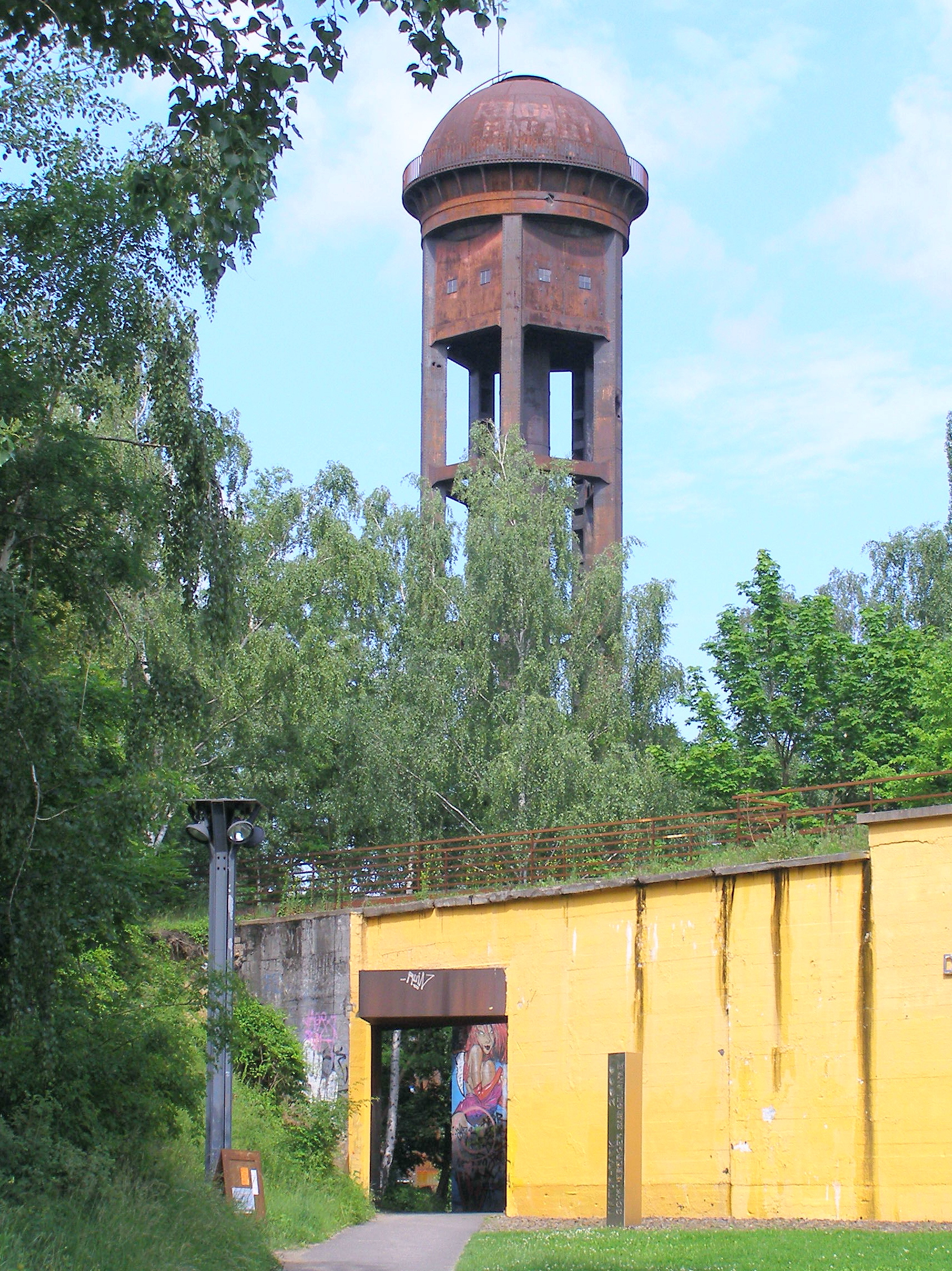
Wasserturm

Nach dem Mauerfall im November 1989 wurden die Planungen zur Wiederinbetriebnahme der Anhalter- und Dresdener Bahn wieder aufgenommen. Seit 2006 führt die im Rahmen des Pilzkonzepts erbaute neue Trasse der Anhalter und der Dresdener Bahn am Ostrand des ehemaligen Rangierbahnhofs vorbei. Östlich davon liegen noch mehrere nicht mehr genutzte Gleise sowie das Streckengleis der nur noch selten genutzten Strecke Tempelhof – Mariendorf.

## Umwandlung zum Park
Die Reichsbahn beendete 1993 endgültig ihre Nutzung des ehemaligen Bahnbetriebswerks. 1995 übereignete die Deutsche Bahn AG dem Senat das Gelände als Ausgleich zu Eingriffen in die Natur, die im Zusammenhang mit dem Ausbau von Verkehrsanlagen in der Innenstadt entstanden. Der Ausbau erfolgte unter Regie der landeseigenen Grün Berlin GmbH, die Allianz Umweltstiftung unterstützte das Vorhaben mit 1,8 Millionen Mark (kaufkraftbereinigt in heutiger Währung: rund 1,54 Millionen Euro).
Der Park gehört neben dem Britzer Garten und den Gärten der Welt zu den drei „großen“ Parks der landeseigenen Grün Berlin Park und Garten GmbH. Im Frühjahr 1999 erlangte er Natur- und Landschaftsschutz. Er wurde symbolisch 1999 eröffnet und war im Jahr 2000 ein offizielles EXPO-Projekt.

## Flora und Fauna

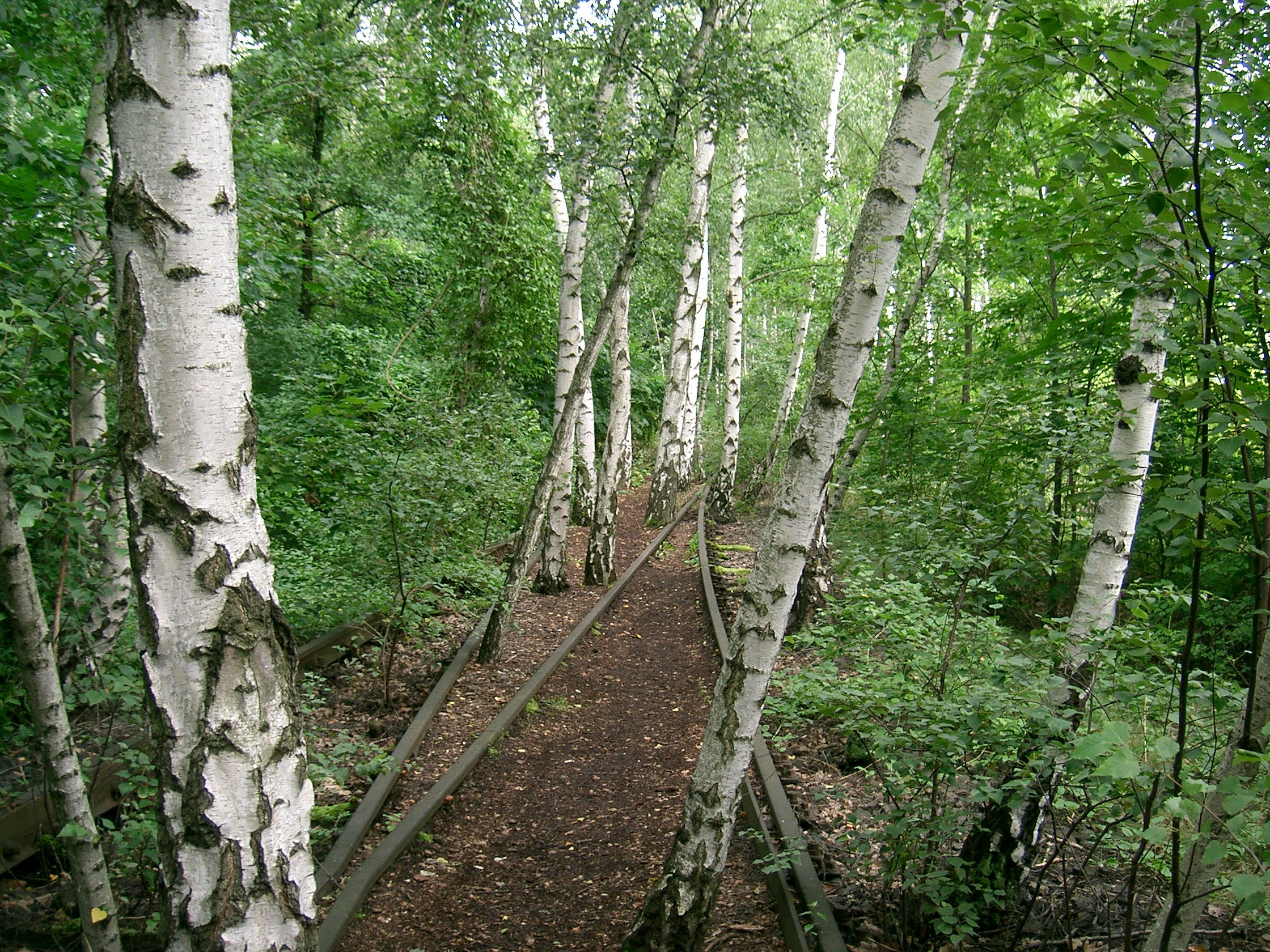
„Bahnbrechende Natur“ – Birkenvorwald auf alter Bahntrasse

Im Natur-Park leben viele Pflanzen-, Pilz- und Tierarten, die auf so einer doch recht kleinen Fläche in innerstädtischer Lage nicht oft zu finden sind. Die ausgeprägte Ruderalvegetation und die entsprechende Fauna des Geländes ist gut untersucht. So kann man dort 366 verschiedene Arten an Farn- und Blütenpflanzen, 49 Großpilzarten, 49 Vogelarten, 14 Heuschrecken- bzw. Grillenarten, 57 Spinnenarten und 95 Bienenarten sehen, davon mehr als 60 gefährdete.

### Naturschutzgebiet
Teile des Parks sind als Naturschutzgebiet ausgewiesen, hier dürfen die Wege nicht verlassen werden, unter anderem um auch am Boden brütende Vögel nicht zu stören. Der Weg durch das Naturschutzgebiet führt über 600 Meter Stahlgitter, die erhöht über den Waldboden führen, da sie auf Stahlrohren befestigt sind, die wiederum auf den alten Schienen liegen. Durch diese Art der Wegführung ist unterhalb des Weges genug Raum für Tiere, sich zu bewegen, so teilt der Weg das Gebiet nicht in zwei Teile und das Regenwasser kann das Erdreich erreichen.
Im Naturschutzgebiet gibt es einen Aussichtsturm.

## Erholungsnutzung und Tourismus

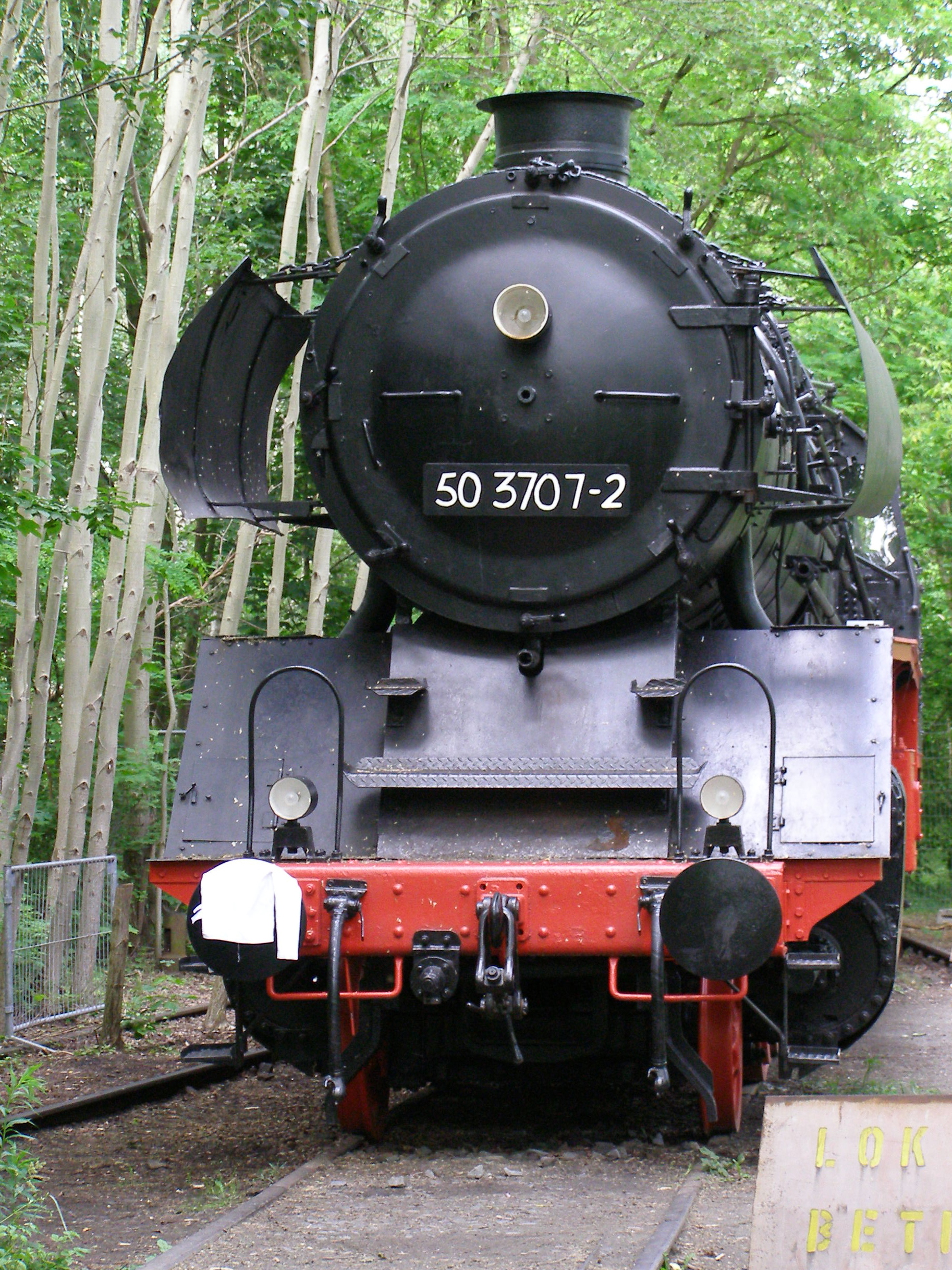
Die ausrangierte Lok der Baureihe 50

Teile der alten Bahnanlagen sind noch erhalten. Der etwa 50 Meter hohe Wasserturm des ehemaligen Bahnbetriebswerks gilt als weithin sichtbares Wahrzeichen des Parks. Er wurde 2019 instand gesetzt (Sicherung des Fundaments, Korrosionsschutz). Eine alte Dampflok der Baureihe 50 aus dem Jahr 1940 und eine Drehscheibe sind Überbleibsel des ehemaligen Bahnbetriebswerkes. Im südwestlichen Bereich des Parks stehen zwei große Überwerfungsbauwerke, die bis 1952 der kreuzungsfreien Verzweigung von Anhalter und Dresdener Bahn dienten.

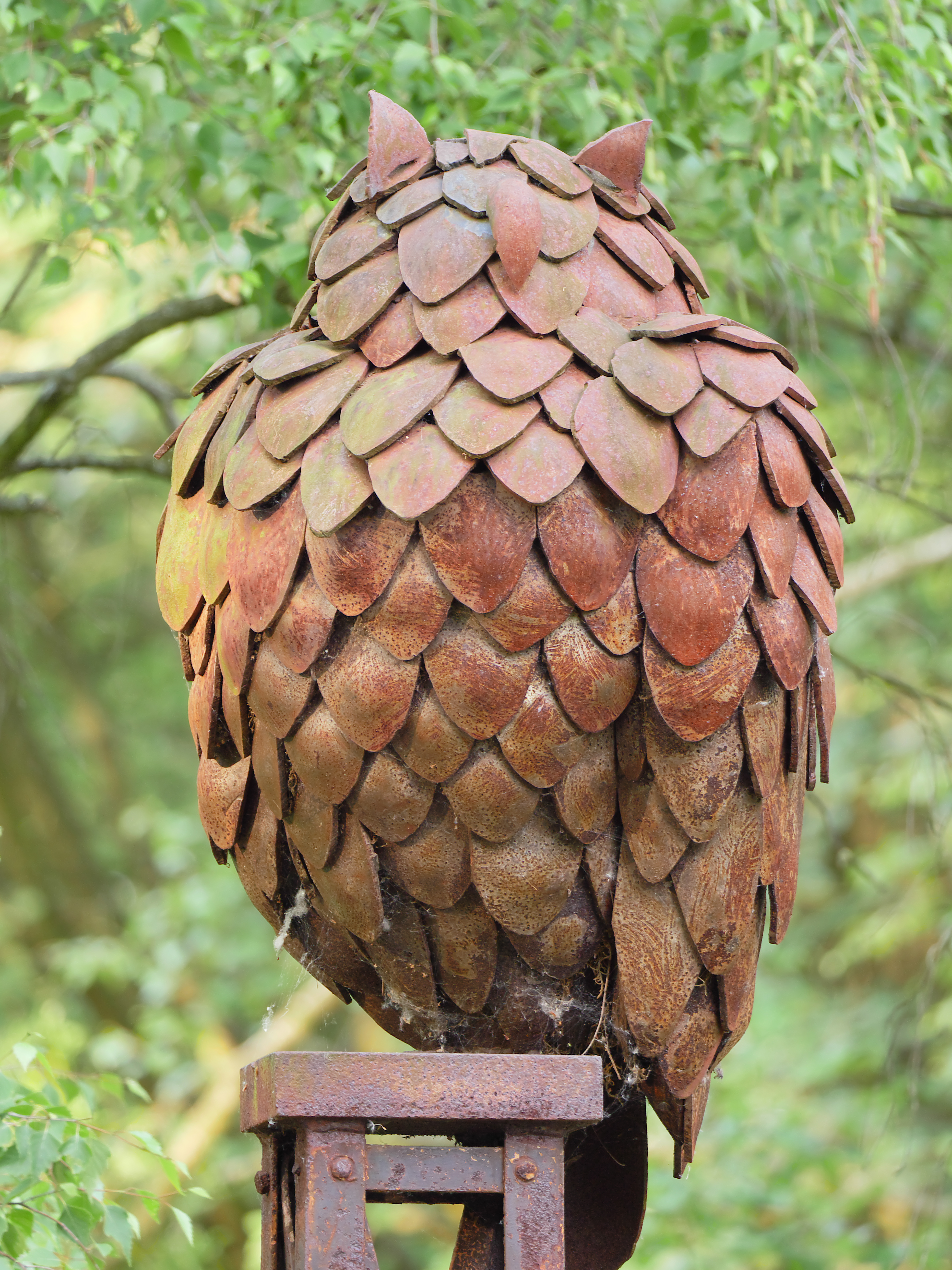
Eulenskulptur

Mehrere, auf Dauer installierte Kunstobjekte der Künstlergruppe Odius sind im Park zu besichtigen. Im Gebäude der ehemaligen Brückenmeisterei befindet sich das Café Paresüd und die Verwaltung, nahebei die Bühnen der Shakespeare Company Berlin, die dort seit Sommer 2011 auftritt. Parkführungen werden unter anderem vom Berliner Bund für Umwelt und Naturschutz Deutschland (BUND) angeboten. Der Park ist ganzjährig tagsüber geöffnet und kann über drei Eingänge erreicht werden: Im Norden durch den Hans-Baluschek-Park, im Westen durch den S-Bahnhof Priesterweg und im Süden über den Prellerweg (zwischen den Bahnbrücken).

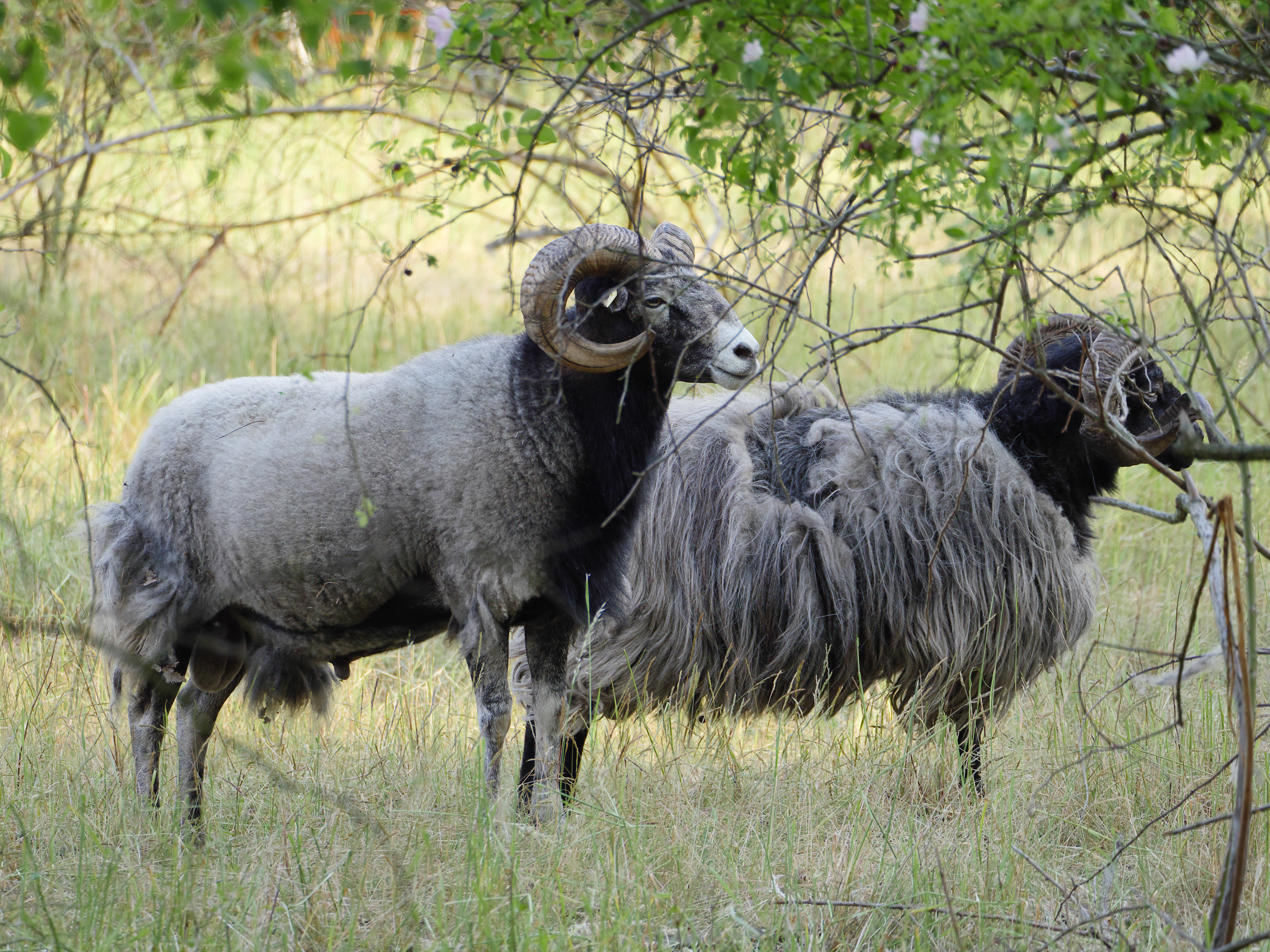
Zwei Schafe auf dem Trockenrasen

Eine Teilfläche des Naturparks besteht aus Trockenrasen, der von Schafen kurz gehalten wird, so dass sich der Baumbewuchs nicht ausbreiten kann.
Durch die Berliner Freiraumkonzeption wurde der Naturpark im Rahmen der Nord-Süd-Grünverbindung über den Flaschenhalspark zwischen der Yorckstraße und der Monumentenbrücke an den Park am Gleisdreieck angebunden.
Auf dem Südgelände gibt es eine Reihe von Kleingartenkolonien mit mehr als 2600 Kleingärten.

## Kleingartenkolonien

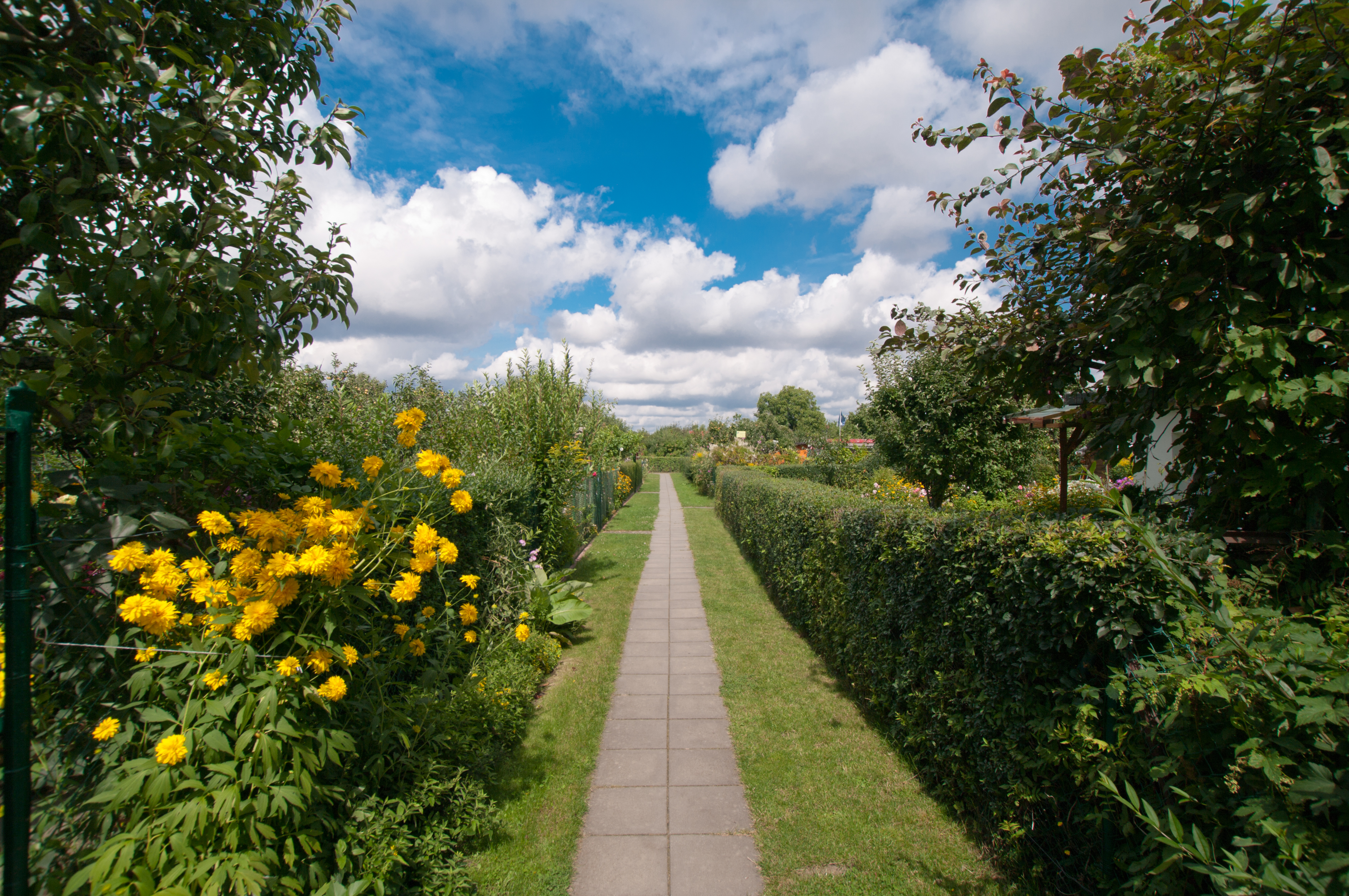
Inmitten der Kleingartenkolonien

Die Kleingartenkolonien im Schöneberger Südgelände bilden eine der größten zusammenhängenden Kleingartenflächen Berlins. Mehr als 2600 Parzellen sind in 26 Kleingartenkolonien zusammengefasst. Die Verwaltung und Verpachtung erfolgt über den Bezirksverband der Kleingärtner Schöneberg-Friedenau. Die größte Kolonie ist die Kleingartenkolonie Sonnenbad e. V. mit 220 Parzellen, die kleinste ist die Kolonie Lindenbaum mit 19 Parzellen.

### Geschichte der Kleingartenkolonien
Viele Kolonien auf dem Südgelände wurden zu Beginn des 20. Jahrhunderts gegründet. Seinerzeit gab es 31 Kolonien mit rund 7000 Kleingärten. Bereits 1918 sollten auf dem Kleingartengelände 15.000 Wohnungen gebaut werden, dieses Vorhaben wurde aber durch den Widerstand der Kleingärtner verhindert. Im Jahr 1920 wurde das Reichsheimstättengesetz und 1924 das Ausführungsgesetz verabschiedet. Es sollten 34,3 Hektar Dauerkleingärten geschaffen werden, was allerdings in Vergessenheit geriet. Im gleichen Jahr wurde der Bezirksverband der Kleingärtner gegründet. Nach 1935 wurde das Schöneberger Südgelände geräumt und es sollte ein zentraler Güterbahnhof gebaut werden. Der Beginn des Zweiten Weltkriegs verhinderte diesen Bau, der aber dann nach dem „Endsieg“ erfolgen sollte. Im Krieg wurden Flakstellungen und Unterkünfte auf diesem Gelände errichtet. Daneben entstanden wieder Kleingärten.
Nach dem Kriegsende wurde im Auftrag des amerikanischen Kommandanten die Einteilung der Parzellen vorgenommen. Der Magistrat von Schöneberg betrachtete dieses Gelände seit dieser Zeit als Grabeland. Nach der Währungsreform und Blockade sollte die Wohnungsgesellschaft GSW auf dem Gelände Wohnungen errichten. Durch die Aktivierung der Bundesbahn als Rechtsnachfolgerin der Reichsbahn (sie erhob jetzt Anspruch auf das Südgelände) und Protesten der Kleingärtner und Anwohner konnte dieses verhindert werden. Ein Teil des Geländes wurde vom Vorarlberger Damm bis zum Riemenschneider Weg für den Wohnungsbau freigegeben. Beim Bau der Bundesautobahn 100 wurden für das Autobahnkreuz Schöneberg 800 Kleingärten geräumt. 1971 folgten weitere. 1978 sollten für den Bau des Güterbahnhofs über 700 Kleingärten geräumt werden. Durch den Protest der neu gegründeten Schutzgemeinschaft Südgelände sowie der Kleingärtner und Anwohner wurde die Räumung auf 116 Parzellen zurückgenommen. Bei Bedarf sollten allerdings nochmals 100 Kleingärten geräumt werden. Fast 20.000 Bürger sprachen sich gegen den Bau des Güterbahnhofes durch ihre Unterschrift aus. Der damalige Bausenator Harry Ristock (SPD) versprach 1978, dass das Schöneberger Südgelände verstärkt Dauergelände werden sollte. Forderung der damals oppositionellen CDU: „Schöneberg braucht jeden Quadratmeter Grün und Erholungsfläche. Das Südgelände muss als Dauerkleingartengebiet ausgewiesen werden.“
Seit 1980 liegt ein Gelände von über 20 Kleingärten brach, obwohl tausende von Bürgern allein in Schöneberg einen Garten suchen und Wartezeiten von bis zu 2 1⁄2 Jahren bestehen. 99 Parzellen gelten seit dieser Zeit als sogenannte „Pflegegärten“ und haben keine Verträge.

### Liste der Kolonien
| Verein            | Anzahl Parzellen | m²      |
| ----------------- | ---------------- | ------- |
| Alt-Schöneberg    | 0096             | 027.901 |
| Alte Ziegenweide  | 0186             | 047.550 |
| Bergfrieden       | 0090             | 026.615 |
| Burenland         | 0118             | 035.500 |
| Canova            | 0144             | 040.425 |
| Einigkeit         | 0102             | 022.690 |
| Frohsinn          | 0090             | 030.800 |
| Glück im Winkel   | 0108             | 032.892 |
| Grüne Aue         | 0206             | 050.486 |
| Grünes Tal        | 0088             | 024.450 |
| Heiterkeit        | 0034             | 010.621 |
| Ideal             | 0030             | 010.266 |
| Kaninchenfarm     | 0103             | 025.955 |
| Lindenbaum        | 0019             | 04.557  |
| Lindenhain        | 0157             | 045.393 |
| Luisengärten      | 0073             | 023.050 |
| Maxstraße         | 0035             | 05.995  |
| Neue Zeit         | 0074             | 017.530 |
| Roseneck          | 0127             | 037.400 |
| Samoa             | 0129             | 031.800 |
| Sommerheim        | 0100             | 028.300 |
| Sonnenbad         | 0219             | 053.200 |
| Spreewald         | 0145             | 045.590 |
| Vorarlberg        | 0042             | 010.868 |
| Wiedervereinigung | 0073             | 022.250 |
| Wiesengrund       | 0090             | 026.675 |